# Beautiful Eyes
Beautiful Eyes är en EP av den amerikanska countrypopsångerskan Taylor Swift. Den släpptes den 15 juli 2008 och såldes exklusivt i Wal-Mart-butiker. Ett begränsat antal album såldes, så att skivan inte skulle felidentifieras som Taylors andra studioalbum, som släpptes senare den 11 november 2008 under namnet Fearless. I november 2009 hade albumet hunnit säljas i över 500 000 exemplar.
Under första veckan så såldes albumet i 45 000 exemplar och debuterade som nummer ett på Billboard Top Country Albums Chart, och som nummer nio på Billboard 200. Och med sitt självbetitlade debutalbum som nummer två samma vecka, blev Taylor den första artisten att hålla de två översta positionerna på Top Country Albums Chart sedan LeAnn Rimes gjorde det 1997.

## Tracklista

### CD
1. "Beautiful Eyes" – 2:54
2. "Should've Said No" (Alternate Version) – 3:46
3. "Teardrops On My Guitar" (Acoustic Version) – 3:24
4. "Picture To Burn" (Radio Edit) – (2:53)
5. "I'm Only Me When I'm With You" – (3:35)
6. "I Heart ?" - (3:27)

### DVD
1. "Beautiful Eyes" Music Video – 2:56
2. "Picture To Burn" Music Video – 3:30
3. "I'm Only Me When I'm with You" Music Video – 3:37
4. "Tim McGraw" Music Video – 4:00
5. "Teardrops On My Guitar" (Pop Version) Music Video – 3:45
6. "Our Song" Music Video – 3:30
7. The making of "Picture To Burn" Music Video – 22:02
8. Great American Country, New Artist Interview – 14:45
9. "Should've Said No" 2008 Academy of Country Music Awards Performance – 4:01